# Larreule (Altos Pirineos)
 Larreule  es una comuna y población de Francia, en la región de Mediodía-Pirineos, departamento de Altos Pirineos, en el distrito de Tarbes y cantón de Maubourguet.
Su población en el censo de 1999 era de 381 habitantes.
Está integrada en la Communauté de communes du Val d'Adour.